# Al Jardine
Alan Charles "Al" Jardine, född 3 september 1942 i Lima, Ohio, är en amerikansk musiker och medlem av popgruppen The Beach Boys.
Jardine träffade Brian Wilson i high school i södra Kalifornien och var med när gruppen bildades. Han spelade bas vid Beach Boys' första inspelning 1961, sången Surfin, men slutade för att utbilda sig till tandläkare. Han återvände dock 1963.
Jardine sjunger förstastämman på låtar som "Help Me, Rhonda", "Then I Kissed Her" samt "Cotton Fields" och han har också varit med och skrivit flera av gruppens låtar.
På albumet A Postcard from California (2010) medverkar bland andra Neil Young, Steve Miller, Brian Wilson, David Marks, Glen Campbell, Gerry Beckley, Stephen Stills och David Crosby.

## Diskografi (urval)
Album
- Live in Las Vegas (2001)
- A Postcard from California (2010)

Singlar
- PT Cruiser / PT Cruiser (a capella) / PT Cruiser (2002)
- Don't Fight The Sea / Friends (2011)